# K.AND HIS BIKE
『K.AND HIS BIKE』（ケー・アンド・ヒズ・バイク）はthe band apartの1枚目のアルバムである。

## 収録曲
1. FUEL
2. cerastone song
3. Snowscape
4. ANARQ
5. Take a shit
6. Fool Proof
7. silences
8. ag FM
9. Eric.W
10. K.and his bike
11. in my room

6はシングルバージョンとは歌詞、アレンジが、5,9はアレンジが異なる。
5は歌詞が割愛されている。（シングル『Eric.W』には記載されている。）
11の数分後にシークレットトラック「WHEN YOU WISH UPON A STAR」（DIVE INTO DISNEY提供曲）が収録されている。
3は「under the crowd of thoughts」という曲（音源はデモテープのみで未CD化）を再構築したもの。

## 演奏
- 柏倉隆史：Percussion, Drum Tech
- Channy：Female Vocal
- 安野勇太：healer